# Tiarlevo
Tiarlevo est une commune urbaine sous la juridiction de Saint-Pétersbourg.